# Abdul Hakeem Jefri Bolkiah
Abdul Hakeem Jefri Bolkiah (ur. 13 czerwca 1973) – brunejski strzelec sportowy, pierwszy w historii olimpijczyk z Brunei.
W 1996 roku wystąpił w zawodach strzeleckich na Igrzyskach w Atlancie, zajmując 49. miejsce w swojej konkurencji (skeet). Był jedynym reprezentantem swojego państwa na tej imprezie (był to także debiut Brunei na igrzyskach), a także chorążym reprezentacji Brunei. W 2000 roku zawodnik wziął również udział w Igrzyskach w Sydney, ponownie startując w skeecie na turnieju strzeleckim. W swoim drugim olimpijskim występie uzyskał 45. lokatę.
Jest członkiem rodziny królewskiej Brunei (syn Jefri Bolkiaha i wnuk Omara Alego Saifuddiena III, sułtana Brunei w latach 1950–1967).